# NEO CITY : THE MOMENTUM
《NCT 127 4th Tour "NEO CITY - THE MOMENTUM"》은 대한민국의 음악 그룹 NCT 127의 네번째 콘서트 투어이다.

## 개요
2024년 8월 4일, NCT 127의 8주년 팬미팅 〈8ECRET INVITATION〉의 2일 차 말미에 4번째 월드 투어 개최를 공식화하는 티저 영상을 공개하였고, 뒤이어 11월 5일, 투어명과 국가별 투어 일정이, 7일에는 포스터 및 상세 예매 일정이 공개되었다. 예매는 멜론티켓을 통해 13일에 팬클럽 선행 예매, 15일에 일반 예매가 뒤이어 진행될 예정이었으나 팬클럽 선행 예매일이 대학수학능력시험 전날에 예정된 데에서 비롯된 팬덤 및 학부모의 항의가 빗발침에 따라 예매일을 각각 15일, 19일로 변경하였다.
NCT 127은 24회에 걸친 월드 투어를 통해 총 47만여명의 누적 관객을 기록하였으며 이에 앞서 뉴어크 공연을 통해 통산 단독 콘서트 100회 기록을 달성하게 되었다.

## 투어 일정
| 일정            | 도시         | 국가       | 장소                           | 관객 동원      |
| 아시아          | 아시아       | 아시아     | 아시아                         | 아시아         |
| --------------- | ------------ | ---------- | ------------------------------ | -------------- |
| 2025년 1월 18일 | 서울         | 대한민국   | 고척스카이돔                   | 통산 44,000명  |
| 2025년 1월 19일 | 서울         | 대한민국   | 고척스카이돔                   | 통산 44,000명  |
| 2025년 2월 15일 | 자카르타     | 인도네시아 | 인도네시아 아레나              | 통산 24,000명  |
| 2025년 2월 16일 | 자카르타     | 인도네시아 | 인도네시아 아레나              | 통산 24,000명  |
| 2025년 2월 22일 | 방콕         | 태국       | 선더돔 스타디움                | 통산 36,000명  |
| 2025년 2월 23일 | 방콕         | 태국       | 선더돔 스타디움                | 통산 36,000명  |
| 북아메리카      |              |            |                                |                |
| 2025년 2월 28일 | 덜루스       | 미국       | 가스 사우스 아레나             | 13,000명       |
| 2025년 3월 2일  | 뉴어크       | 미국       | 프루덴셜 센터                  | 12,000명       |
| 2025년 3월 5일  | 토론토       | 캐나다     | 스코샤뱅크 아레나              | 11,000명       |
| 2025년 3월 7일  | 시카고       | 미국       | 올스테이트 아레나              | 10,000명       |
| 2025년 3월 9일  | 샌안토니오   | 미국       | 프로스트 뱅크 센터             | 12,000명       |
| 2025년 3월 12일 | 로스앤젤레스 | 미국       | 크립토닷컴 아레나              | 12,000명       |
| 아시아          |              |            |                                |                |
| 2025년 3월 15일 | 대판         | 일본       | 쿄세라 돔 오사카               | 통산 90,000명  |
| 2025년 3월 16일 | 대판         | 일본       | 쿄세라 돔 오사카               | 통산 90,000명  |
| 2025년 3월 22일 | 타이베이     | 대만       | NTSU 아레나                    | 통산 30,000명  |
| 2025년 3월 23일 | 타이베이     | 대만       | NTSU 아레나                    | 통산 30,000명  |
| 2025년 3월 29일 | 복강         | 일본       | 서일본종합전시장 신관          | 통산 16,000명  |
| 2025년 3월 30일 | 복강         | 일본       | 서일본종합전시장 신관          | 통산 16,000명  |
| 2025년 4월 5일  | 애지현       | 일본       | 아이치 스카이 엑스포 전시 홀 A | 통산 18,000명  |
| 2025년 4월 6일  | 애지현       | 일본       | 아이치 스카이 엑스포 전시 홀 A | 통산 18,000명  |
| 2025년 4월 26일 | 마카오       | 마카오     | 갤럭시 아레나                  | 통산 22,000명  |
| 2025년 4월 27일 | 마카오       | 마카오     | 갤럭시 아레나                  | 통산 22,000명  |
| 2025년 5월 21일 | 동경         | 일본       | 도쿄 돔                        | 통산 110,000명 |
| 2025년 5월 22일 | 동경         | 일본       | 도쿄 돔                        | 통산 110,000명 |

## 세트 리스트
- Opening VCR -
- Gas
- Faster
- Bring The Noize
- 질주 (2 Baddies)

- VCR #2 -
- Skyscraper (摩天樓; 마천루)
- Chain (KR)

- Ment -
- Designer
- 오렌지색 물감 (Orange Seoul)
- TOUCH

- VCR #3 -
- No Clue
- Pricey
- Regular
- Sticker

- Ment -
- Whiplash + Lemonade
- Rain Drop

- VCR #4 -
- 영화처럼 (Can't Help Myself)
- 윤슬 (Gold Dust)
- 나의 모든 순간 (No Longer)

- VCR #5 -
- Far
- 영웅 (英雄; Kick It)
- Fact Check (불가사의; 不可思議)

- Encore VCR (Intro: Wall To Wall)-
- 삐그덕 (Walk)

- Ment -
- 사랑한다는 말의 뜻을 알아가자 (Meaning Of Love)
- Time Capsule18일 / Dreams Come True19일

- Ment -
- 다시 만나는 날 (Promise You)

- Double Encore (1월 19일 한정) -
- TOUCH
- 삐그덕 (Walk)

- Ending -

- Opening VCR -
- Gas
- Faster
- Bring The Noize
- 질주 (2 Baddies)

- VCR #2 -
- Skyscraper (摩天樓; 마천루)
- Chain

- Ment -
- Designer
- 오렌지색 물감 (Orange Seoul)
- TOUCH (JP)

- VCR #3 -
- No Clue
- Pricey
- Regular
- Sticker

- Ment -
- Whiplash + Lemonade
- Rain Drop

- VCR #4 -
- 영화처럼 (Can't Help Myself)
- 윤슬 (Gold Dust)
- 나의 모든 순간 (No Longer)

- VCR #5 -
- Far
- 영웅 (英雄; Kick It)
- Fact Check (불가사의; 不可思議)

- Encore VCR (Intro: Wall To Wall) -
- 삐그덕 (Walk)

- Ment -
- 사랑한다는 말의 뜻을 알아가자 (Meaning Of Love)
- Sunny Road

- Ment -
- 다시 만나는 날 (Promise You)

- Ending -

## 제작
- NCT 127 (도영, 정우, 마크, 쟈니, 유타, 해찬)
- 주최 : SM 엔터테인먼트
- 주관 : 드림메이커, 드림시큐리티, 라이브 네이션